# Sütçüler (Isparta)
Sütçüler est une ville de Turquie, en Anatolie, sous-préfecture de la province d'Isparta.
Le district compte 18 839 habitants sur 1 288 km2.